# ادواردو پازاگلی
ادواردو پازاگلی (انگلیسی: Edoardo Pazzagli؛ زادهٔ ۱۱ آوریل ۱۹۸۹) بازیکن فوتبال اهل ایتالیا است.
از باشگاه‌هایی که در آن بازی کرده‌است می‌توان به باشگاه فوتبال آسکولی، باشگاه فوتبال فیورنتینا، باشگاه فوتبال پیستویزه، باشگاه فوتبال مونتسا، و باشگاه فوتبال آ.ث. میلان اشاره کرد.
وی همچنین در تیم‌های ملی فوتبال زیر ۱۷ سال ایتالیا، زیر ۱۸ سال ایتالیا، و زیر ۱۹ سال ایتالیا بازی کرده‌است.